# Cifosi
La cifosi (dal greco κυφός cyphòs «curvo») è una curvatura fisiologica dorsale della colonna vertebrale, con concavità anteriore intesa in senso antero-posteriore ed è pertanto visibile di profilo. Quando l'angolo della cifosi supera i 45° si parla di ipercifosi, dorso curvo o, nel linguaggio popolare, di gobba; ed è una condizione patologica. In questo caso rientra nella classificazione dei dismorfismi (o paramorfismi) o deformità sagittali del rachide. La curvatura concava verso l'interno delle regioni cervicale e lombare della colonna vertebrale è chiamata lordosi.
Una cifosi patologica può derivare da malattie degenerative come l'artrite, dalla spondilosi, da problemi dello sviluppo (più comunemente dalla sindrome di Scheuermann), dall'osteoporosi con frattura vertebrale da compressione, da ipostenia fisiologica, debolezza muscolare patologica, posture errate o da traumi. Un normale rachide toracico si estende per vertebre toraciche e dovrebbe avere una leggera angolazione cifotica che varia da 20° a 45°. Quando la curvatura della colonna vertebrale supera i 45° prende il nome di cifosi o "ipercifosi". La cifosi di Scheuermann è la forma più classica di ipercifosi ed è il risultato di vertebre a cuneo che si sviluppano durante l'adolescenza. La causa non è attualmente conosciuta e la condizione sembra essere multifattoriale e si riscontra più frequentemente nei maschi rispetto alle femmine.
Sebbene la maggior parte dei casi di cifosi appaiono come lievi e richiedono solo un monitoraggio di routine, i casi più gravi possono essere fortemente debilitanti. Un alto grado di cifosi può causare dolore e disagio, difficoltà respiratorie e nella digestione, irregolarità cardiovascolari, compromissione neurologica e, nei casi più gravi, una qualità della vita significativamente ridotta. Queste ampie curvature, in genere, non rispondono bene al trattamento conservativo e quasi sempre è necessario ricorrere all'intervento chirurgico di fusione spinale, che può ripristinare correttamente il naturale angolo di curvatura. L'angolo di Cobb è il metodo più utilizzato per misurare la cifosi.
Funzionalmente la curva cifotica si caratterizza:
- per garantire spazio e protezione ai polmoni durante l'attività respiratoria;
- per la rigidità, data dall'interposizione delle prime dieci coste.

## Diagnosi
Una diagnosi di cifosi patologica viene generalmente formulata attraverso l'osservazione e la misurazione. Cause idiopatiche, come l'incuneamento vertebrale o altre anomalie, possono essere confermate tramite la radiografia. L'osteoporosi, una potenziale causa di cifosi, può essere confermata con un esame della densitometria ossea.

## Trattamento
La cifosi posturale toracica può spesso essere trattata con la rieducazione posturale focalizzata su esercizi di rafforzamento. La cifosi toracica idiopatica causata dall'incuneamento vertebrale, da fratture o anomalie vertebrali, risulta più difficile da trattare, dato che potrebbe non essere possibile assumere una postura corretta per via dei cambiamenti strutturali nelle vertebre. I bambini che non hanno completato il loro sviluppo, possono mostrare miglioramenti duraturi grazie al rinforzo muscolare. Esercizi possono essere prescritti per alleviare il disagio associato al sovraccarico dei muscoli posteriori. Una varietà di posizioni a gravità assistita o una leggera trazione può ridurre al minimo il dolore associato alla compressione della radice del nervo. L'intervento chirurgico può essere raccomandato per i casi di grave cifosi.

### Tutori

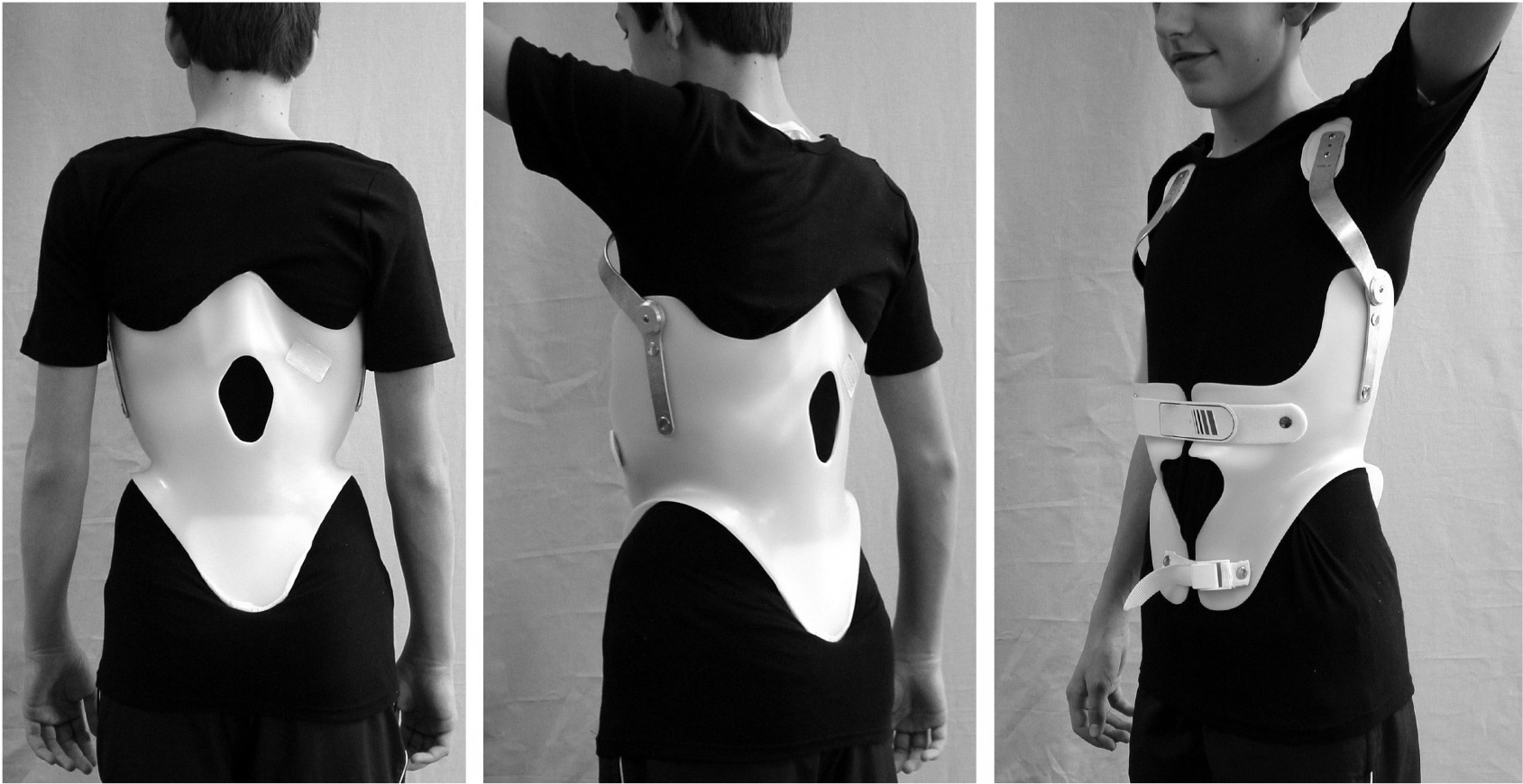
Tutori a corsetto per il trattamento di una cifosi toracica. Il tutore è costruito utilizzando un dispositivo di CAD/CAM.

Tutori a corsetto hanno mostrato beneficio in uno studio controllato randomizzato.
Il "corsetto Milwaukee" è un particolare corpetto che viene spesso utilizzato per trattare la cifosi. I moderni dispositivi sono realizzati tramite apparecchiature CAD/CAM e personalizzati per il trattamento di diversi tipi di cifosi. Questi sono molto più facili da indossare e possono produrre risultati soddisfacenti. Poiché vi sono diversi tipi di curvature (toracica, toracolombari e lombari) diversi tipi di tutore sono utilizzati, con diversi vantaggi e svantaggi.
Brace moderno per il trattamento di una lombare o toraco cifosi. Il tutore è costruito utilizzando un dispositivo di CAD/CAM. Il restauro della lordosi lombare è l'obiettivo principale.

### Fisioterapia
Sono state sviluppate delle tecniche fisioterapiche per la cifosi non grave nei pazienti che non hanno completato lo sviluppo osseo che per le deformità vertebrali correlate.

### Chirurgia
Il trattamento chirurgico può essere utilizzato in casi gravi. Nei pazienti con progressiva deformità cifotica causata da crolli vertebrali, una procedura chiamata cifoplastica può arrestare la deformità e alleviare il dolore. La cifoplastica è una procedura minimamente invasiva e richiede solo una piccola apertura nella pelle. L'obiettivo principale è di restituire alla vertebra danneggiata la sua altezza originale.

#### Complicanze
Il rischio di gravi complicanze dovute alla chirurgia di fusione spinale per cifosi è stimata al 5%, simile ai rischi di un intervento chirurgico per la scoliosi. Possibili complicazioni possono essere l'infiammazione dei tessuti molli o processi infiammatori profondi, menomazione nella respirazione, sanguinamento e lesioni nervose. Secondo gli ultimi dati disponibili, tuttavia, il tasso effettivo di complicanze può essere significativamente più alto. Anche tra coloro che non soffrono gravi complicazioni, il 5% dei pazienti richiede un successivo intervento entro cinque anni e non è ancora chiaro quali siano i risultati attesi nel lungo termine. Tenendo conto che i segni e sintomi della deformità della colonna vertebrale non possono essere modificati da un intervento chirurgico, la chirurgia plastica può essere utile.  Purtroppo, gli effetti di un intervento di chirurgia plastica non sono necessariamente stabili.